# Dirk Holtbrügge
Dirk Holtbrügge (* 26. Juni 1964 in Herne) ist ein deutscher Wirtschaftswissenschaftler und Hochschullehrer für Betriebswirtschaftslehre mit einem Schwerpunkt auf dem Feld Internationales Management.

## Karriere
Nach dem Studium der Wirtschafts- und Sozialwissenschaften 1983–89 an der Universität Dortmund, das er mit dem Diplom-Kaufmann abschloss, war er dort von 1989 bis 2001 im wissenschaftlichen Mittelbau tätig. 1995 wurde Holtbrügge dort mit dem Thema „Personalmanagement Multinationaler Unternehmungen in Osteuropa“ promoviert. Nach seiner Habilitation zum Thema „Postmoderne Organisationstheorie“ hatte er 2001 eine Vertretungsprofessur an der RWTH Aachen inne, bevor er im selben Jahr an die Friedrich-Alexander-Universität Erlangen-Nürnberg auf den Lehrstuhl für Internationales Management berufen wurde, an der er seither lehrt.

## Werke
- Dirk Holtbrügge: Personalmanagement 8. überarb. u. erw. Aufl., Berlin et al., Springer, 2022. ISBN 978-3-662-65741-6
- Dirk Holtbrügge: Intercultural management. Concepts, practice, critical reflection. Los Angeles et al., SAGE 2022, ISBN 978-1-5297-8975-1.

- Dirk Holtbrügge, Martin K. Welge: Internationales Management. Theorien, Funktionen, Fallstudien. 6., überarbeitete Auflage. Schäffer-Poeschel Verlag: Stuttgart, 2015. ISBN 978-3-7910-3407-2.
- Dirk Holtbrügge/Carina B. Friedmann: Geschäftserfolg in Indien. Strategien für den vielfältigsten Markt der Welt. Springer: Berlin et.al, 2011
- Dirk Holtbrügge/Jonas F. Puck: Geschäftserfolg in China. Strategien für den größten Markt der Welt. 2. überarb. u. erw. Aufl., Springer: Berlin et al., 2008
- Dirk Holtbrügge (Hrsg.): Cultural Adjustment of Expatriates. Theoretical Concepts and Empirical Studies. München-Mering, Hampp 2008
- Dirk Holtbrügge/Hartmut H. Holzmüller/Florian v. Wangenheim (Hrsg.): Management internationaler Dienstleistungen mit 3K. Wiesbaden, Gabler, 2009
- Dirk Holtbrügge/Hartmut H. Holzmüller/Florian v. Wangenheim (Hrsg.): Remote Services. Wiesbaden, Gabler, 2007
- Dirk Holtbrügge (Hrsg.): Management Multinationaler Unternehmungen. Heidelberg et al., Physica-Verlag, 2003
- Dirk Holtbrügge (Hrsg.): Die Internationalisierung von kleinen und mittleren Unternehmungen. Stuttgart, ibidem-Verlag, 2003
- Dirk Holtbrügge: Postmoderne Organisationstheorie und Organisationsgestaltung. Wiesbaden, Gabler, 2001 (nbf-Reihe, Bd. 283)
- Dirk Holtbrügge/Jonas F. Puck: Joint Venture Partner-Buy-Outs in China. München, 2007
- Dirk Holtbrügge/Jonas F. Puck: Shanghai – Standort für betriebliche Engagements. München, 2004
- Dirk Holtbrügge/Wolf Bonsiep/Alexander Mohr/Markus Kittler: Shandong – Standort für betriebliche Engagements. München, 2002
- Dirk Holtbrügge: Personalmanagement multinationaler Unternehmungen in Osteuropa. Bedingungen – Gestaltung – Effizienz. Wiesbaden, Gabler, 1995 (mir-Edition)
- Martin K. Welge/Dirk Holtbrügge (Hrsg.): Wirtschaftspartner Rußland. Rahmenbedingungen – Kooperationsstrategien – Erfahrungsberichte. Wiesbaden, Gabler, 1996
- Dirk Holtbrügge: Weißrußland. 2. Aufl., München, Beck, 2002